# Cambas (Portugal)
Cambas es una freguesia portuguesa del concelho de Oleiros, con 47,35 km² de superficie y  habitantes (2001). Su densidad de población es de 7,4 hab/km².